# Blondie (Fernsehserie, 1968)
Blondie (auch bekannt als The New Blondie) ist eine US-amerikanische Sitcom, die 1968/69 bei CBS ausgestrahlt wurde. Es handelt sich um eine Neuauflage der gleichnamigen Serie aus dem Jahr 1957, die auf dem ebenfalls gleichnamigen Comicstrip basierte.

## Überblick
In der Hauptrolle der Blondie ist Patricia Harty zu sehen, Will Hutchins spielt ihren Ehemann Dagwood Bumstead. Das Ehepaar lebt in der Vorstadt und hat zwei Kinder. Jim Backus übernimmt die Rolle von Dagwoods Chef Mr. Dithers, seine Frau Henny Backus spielt Cora Dithers. Außerdem ist die bekannte Kinderdarstellerin Pamelyn Ferdin als Bumsteads Tochter Cookie zu sehen, Charakterdarsteller Bryan O’Byrne ist als glückloser Postbote zu sehen, der immer von Dagwood überrannt wird, der auf dem Weg zur Arbeit spät dran war. Ferdin und Robbins, der Alexander spielt, arbeiteten 1969 erneut für das Fernsehspecial Der Sommer war sehr kurz, Charlie Brown und den Film Charlie Brown und seine Freunde zusammen, in dem Robbins letztmals Charlie Brown sprach.
In der Sitcom werden Szenen aus dem Privat- und Arbeitsleben gezeigt. Im Vorspann der Serie sind auch die animierten Comicfiguren zu sehen, die sich dann in die Schauspieler verwandeln, die die Rollen übernehmen.

## Produktion
Die Serie wurde von CBS Productions, King Features Syndicate und Kayro Productions produziert und vom 26. September 1968 bis zum 9. Januar 1969 erstausgestrahlt.
Wie bereits die Serie aus dem Jahr 1957, die nach einer Staffel abgesetzt wurde, so war auch diese Serie wenig erfolgreich und wurde nach 13 Folgen abgesetzt. Eine weitere bereits produzierte Folge wurde nicht mehr ausgestrahlt. Die beiden geplanten Folgen „The Dying Swan“ und „Dagwood’s Private War“ wurden nicht fertiggestellt.
Pamelyn Ferdin gab an, dass die Serie so kurzfristig abgesetzt wurde, dass die Darsteller während der Dreharbeiten in der Mittagspause entlassen wurden.

## Episodenliste
| Nr. | Titel                         | Erstausstrahlung USA | Regie         | Drehbuch                       | Produktionscode |
| --- | ----------------------------- | -------------------- | ------------- | ------------------------------ | --------------- |
| 1   | Sayanora Dagwood              | 26. Sep. 1968        | Norman Abbott | Gary Belkin und George Tibbles | 1               |
| 2   | My Camp Runneth Over          | 3. Okt. 1968         | Peter Baldwin | Gary Belkin & John McGreevey   | 8               |
| 3   | Blondie-Flower Child          | 10. Okt. 1968        | Norman Abbott |                                | 4               |
| 4   | The Gladiators                | 17. Okt. 1968        | Gene Nelson   | Danny Simon                    | 9               |
| 5   | Angel in Disguise             | 31. Okt. 1968        | Bruce Bilson  |                                | 10              |
| 6   | Dither’s Damned Dog           | 7. Nov. 1968         | Norman Abbott |                                | 2               |
| 7   | Dagwood the Wheeler Dealer    | 14. Nov. 1968        | Norman Abbott |                                | 6               |
| 8   | Blondie’s Good Citizen        | 21. Nov. 1968        | Norman Abbott |                                | 3               |
| 9   | Blondie’s Birthday            | 5. Dez. 1968         | Gene Nelson   |                                | 13              |
| 10  | Marriage Menders              | 12. Dez. 1968        | Norman Abbott |                                | 5               |
| 11  | Blondie’s Masquerade          | 19. Dez. 1968        | Gene Nelson   |                                | 11              |
| 12  | Once Upon a Guru              | 26. Dez. 1968        | Norman Abbott |                                | 7               |
| 13  | Pick on a Bully Your Own Size | 9. Jan. 1969         | Peter Baldwin |                                | 14              |
| 14  | Run Buddy Run                 | –                    | Gene Nelson   |                                | 12              |